# Bíró Attila (karmester)
Bíró Attila (Budapest, 1932. december 25. – 2021. december 14.) magyar karmester, zeneszerző.

## Életpályája
1945–1957 között végezte el a Zeneművészeti Főiskola zongora, karmesterképző és zeneszerzés szakát. 1954 és 1956 között a Szegedi Nemzeti Színház korrepetitoraként működött. 1963-ig előbb a Pécsi Nemzeti Színház, majd a szolnoki Szigligeti Színház karmestere. 1963–1970 között és 1987–90-ben, nyugdíjazásáig a Budapest Táncegyüttes zenei vezetője. 1970-től 1987-ig a Fővárosi Operettszínház, illetve 1978-tól a Magyar Állami Népi Együttes karmestere volt. Később a Pesti Művész Színház karmestereként is dolgozott.